# Zona a traffico limitato

Esempio di segnale stradale italiano indicante una zona a traffico limitato

Le zone a traffico limitato, note semplicemente come ZTL, in Italia, sono aree nelle quali viene limitato l'accesso a particolari categorie di veicoli, permanentemente oppure in determinate fasce orarie.
Le ragioni che portano ad istituire una zona a traffico limitato possono essere svariate: spesso l'intento è quello di ridurre il traffico nei centri storici, soprattutto durante i periodi con maggiore affluenza di traffico.
Le ZTL possono anche essere finalizzate a mantenere sotto controllo i livelli di inquinamento nelle aree urbane oppure per aumentare le entrate amministrative con il pagamento di un pedaggio urbano.
Al pari di come avviene nelle corsie preferenziali e nelle aree pedonali, le sanzioni amministrative per accesso non autorizzato in ZTL hanno un importo compreso tra € 83,00 e € 333,00, ma non prevedono la decurtazione di punti dalla patente di guida.

## Varchi
Le zone a traffico limitato possono essere delimitate da appositi varchi per il riconoscimento dei mezzi autorizzati all'ingresso. Questi varchi possono essere costituiti da sbarre apribili con appositi pass o con permessi elettronici oppure da telecamere poste all'accesso; in quest'ultimo caso le telecamere poste ad ogni ingresso delle zone a traffico limitato registrano le targhe di ogni singolo veicolo entrante e trasmettono al competente comando della polizia locale le eventuali trasgressioni da parte di mezzi non autorizzati all'ingresso.

## Deroghe
Il segnale che identifica una zona a traffico limitato si compone di due pannelli, quello posto in basso contiene l'elenco dei veicoli ai quali è ammesso l'accesso alla ZTL. 
Detto elenco è reso mediante una descrizione scritta dei veicoli ammessi e le corrispondenti figure.
Gli enti proprietari delle strade possono, previa emissione di ordinanza motivata, anche non prevedere alcuna deroga alla ZTL, in tal caso il segnale posto ai varchi si compone del solo pannello superiore.
Nella maggior parte delle zone a traffico limitato viene consentito l'accesso ai veicoli a servizio di persone invalide che espongano l'apposito contrassegno, questo perché le persone invalide possono accedere ad una ZTL, anche se il segnale non lo prevede esplicitamente, a condizione che sia autorizzato l'accesso anche ad una sola categoria di veicoli per l'espletamento di servizi di trasporto di pubblica utilità.
Gli invalidi non sono inoltre tenuti a comunicare preventivamente i dati del proprio veicolo se intendono transitare in una zona a traffico limitato, sebbene alcune amministrazioni comunali inseriscano nei segnali diciture che inducano a credere il contrario. Il diritto della persona invalida di transitare in una ZTL, in quanto previsto dalla legge, non può venir meno per il solo fatto di non aver comunicato in anticipo targa o numero di contrassegno.
La comunicazione dei dati del veicolo è infatti un mero aiuto alle amministrazioni comunali, in quanto consente di evitare l’emissione di verbali che dovranno essere annullati in sede di ricorso.
A differenza delle aree pedonali, nelle ZTL è ammessa la circolazione dei velocipedi solo se adeguatamente specificato sul segnale stradale, trattandosi di veicoli nella classificazione dei veicoli del codice.

## Istituzione delle ZTL
I comuni per istituire una ZTL devono ottenere l'autorizzazione del ministero delle Infrastrutture e dei trasporti, non necessaria invece qualora il comune voglia inserire nella viabilità cittadina una corsia riservata.
L'istituzione di una ZTL implica argomenti di diritto della circolazione da parte dei cittadini e ha un impatto sugli aspetti economici delle imprese all'interno della ZTL. Vista la rilevanza socio-economica delle ZTL alcune categorie di portatori di interesse sono legittimate ad impugnarle davanti all'autorità amministrativa dello Stato come i TAR e il Consiglio di Stato.
In alcune occasioni le ZTL sono state dichiarate illegittime addirittura a seguito di referendum comunale, è il caso ad esempio della ZTL di Bollate, ricordata come la più assurda d'Italia, che oggi viene impiegata solo per finalità di sorveglianza.
Le categorie legittimate all'impugnazione sono: i titolari di imprese commerciali che agiscono all'interno dell'area regolamentata, le persone fisiche che operano all'interno della ZTL, i cittadini residenti che sono obbligati a dotarsi di autorizzazioni a pagamento oppure coloro i quali a cui è interdetto l'accesso.
Il ministero delle infrastrutture ha posto regole precise per l'Istituzione di ZTL a pagamento da parte dei comuni e una modifica di notevole impatto sulla società deve essere esaminata nel piano Urbano del Traffico (PUT). Nel PUT della città di Milano sono descritte ZTL a tempo limitato, ZTL 0-24h, ZTL a pagamento come "Area C", ZTL ad accessi regolamentati per residenti e non, come "Area B". 

## Segnaletica di divieto

### Segnaletica di preavviso
I segnali di preavviso di una ZTL non sono espressamente previsti nel regolamento di attuazione del codice della strada e pertanto devono essere realizzato in analogia ai segnali di preavviso di intersezione urbana.
Tali segnali devono comunque contenere il simbolo della ZTL, se possibile integrato con tutti i pannelli presenti sul segnale posto al varco di accesso. Tuttavia, visto che molto spesso non è possibile riprodurre tutte le indicazioni presenti sul segnale principale, il ministero dei trasporti ha stabilito che sul cartello di preavviso non possono essere contenuti più di due pannelli, a scelta tra:
- un pannello relativo alla fascia oraria e un pannello con una categoria di veicoli
- due pannelli relativi a due categorie di veicoli

Esempi di segnali di preavviso generici, ossia senza pannelli integrativi:

### Segnaletica ai varchi

Icona indicate una ZTL, utilizzata sui segnali di preavviso

Il segnale di "inizio zona a traffico limitato" si compone di una serie di pannelli, il primo, obbligatorio, ha forma quadrata e contiene la figura del segnale "divieto di transito" e la scritta "zona traffico limitato" (con eventuale traduzione).
Al di sotto di questo segnale vengono posizionati altri pannelli in base al tipo di ZTL; sono previsti pannelli per indicare la fascia oraria di validità, eccezioni o limitazioni al divieto, segnalare la presenza di varco elettronico o fornire i recapiti telefonici per ottenere informazioni sulla ZTL.
Il pannello relativo alla presenza del varco elettronico prevedeva l'iscrizione "controllo elettronico degli accessi", dal 2019, il ministero delle infrastrutture e dei trasporti ha ritenuto più opportuna l'iscrizione "controllo elettronico ZTL".
Questa precisazione deriva dal fatto che nelle ZTL possono essere installate telecamere per il controllo dei veicoli anche all'interno delle zone stesse e non solo in corrispondenza dei varchi di accesso. Il ministero ha comunque precisato che, per le ZTL già istituite, può essere mantenuta la precedente dicitura, ma solo nei varchi di accesso.
Per consentire ai conducenti di comprendere immediatamente se la ZTL è attiva, le amministrazioni comunali integrano spesso i segnali stradali con pannelli a messaggio variabile. 
Anche in questo caso, prima della regolamentazione del 2019, ciascun comune utilizzava PMV con diciture differenti ed a volte si ricorreva pure a semafori con lanterne verdi e rosse.
Il ministero ha stabilito che tutti i PMV delle zone a traffico limitato devono contenere esclusivamente le iscrizioni "ZTL ATTIVA" e "ZTL NON ATTIVA", eventualmente con le rispettive traduzione in lingua inglese; venne inoltre dichiarato illegittimo l’utilizzo di lanterne semaforiche in corrispondenza dei varchi di accesso delle ZTL, in quanto la segnaletica luminosa è rivolta a tutti gli utenti stradali e contrasterebbe con la segnaletica verticale della ZTL, che invece consente l’accesso solamente a particolari tipologie di veicoli.
Se le dimensioni del pannello lo consentono, è più corretto inserire anche l'orario in cui la ZTL entra in vigore, ad esempio è preferibile la dicitura "ZTL NON ATTIVA FINO ALLE 18:00".

### Denominazione nelle lingue minoritarie d'Italia
Nelle regioni italiane che beneficiano di un regime di bilinguismo, la denominazione "zona a traffico limitato" è stata resa:
- in Valle d'Aosta, bilingue italiano/francese, Zone à trafic limité;
- nella provincia autonoma di Bolzano, bilingue italiano/tedesco, Verkehrsbeschränkte Zone.

## Elenco ZTL italiane
| Comune                      | Provincia             | Regione               |
| --------------------------- | --------------------- | --------------------- |
| Abano Terme                 | Padova                | Veneto                |
| Abbadia Lariana             | Lecco                 | Lombardia             |
| Abbiategrasso               | Milano                | Lombardia             |
| Acerra                      | Napoli                | Campania              |
| Aci Castello                | Catania               | Sicilia               |
| Acireale                    | Catania               | Sicilia               |
| Acquaviva delle Fonti       | Bari                  | Puglia                |
| Agrigento                   | Agrigento             | Sicilia               |
| Agropoli                    | Salerno               | Campania              |
| Alagna Valsesia             | Vercelli              | Piemonte              |
| Alassio                     | Savona                | Liguria               |
| Alatri                      | Frosinone             | Lazio                 |
| Albenga                     | Savona                | Liguria               |
| Alberobello                 | Bari                  | Puglia                |
| Albino                      | Bergamo               | Lombardia             |
| Alessandria                 | Alessandria           | Piemonte              |
| Alghero                     | Sassari               | Sardegna              |
| Altamura                    | Bari                  | Puglia                |
| Altopascio                  | Lucca                 | Toscana               |
| Amalfi                      | Salerno               | Campania              |
| Amelia                      | Terni                 | Umbria                |
| Anagni                      | Frosinone             | Lazio                 |
| Ancona                      | Ancona                | Marche                |
| Andria                      | Barletta-Andria-Trani | Puglia                |
| Angri                       | Salerno               | Campania              |
| Anzola dell'Emilia          | Bologna               | Emilia-Romagna        |
| Aosta                       | Aosta                 | Valle d'Aosta         |
| Arezzo                      | Arezzo                | Toscana               |
| Ariccia                     | Roma                  | Lazio                 |
| Arona                       | Novara                | Piemonte              |
| Ascea                       | Salerno               | Campania              |
| Ascoli Piceno               | Ascoli Piceno         | Marche                |
| Asolo                       | Treviso               | Veneto                |
| Assisi                      | Perugia               | Umbria                |
| Asti                        | Asti                  | Piemonte              |
| Atrani                      | Salerno               | Campania              |
| Augusta                     | Siracusa              | Sicilia               |
| Avellino                    | Avellino              | Campania              |
| Aversa                      | Caserta               | Campania              |
| Avigliana                   | Torino                | Piemonte              |
| Avola                       | Siracusa              | Sicilia               |
| Bacoli                      | Napoli                | Campania              |
| Bagheria                    | Palermo               | Sicilia               |
| Baranzate                   | Milano                | Lombardia             |
| Barberino Tavarnelle        | Firenze               | Toscana               |
| Bardolino                   | Verona                | Veneto                |
| Bardonecchia                | Torino                | Piemonte              |
| Bari                        | Bari                  | Puglia                |
| Bariano                     | Bergamo               | Lombardia             |
| Barletta                    | Barletta-Andria-Trani | Puglia                |
| Bassano del Grappa          | Vicenza               | Veneto                |
| Baveno                      | Verbano-Cusio-Ossola  | Piemonte              |
| Bellagio                    | Como                  | Lombardia             |
| Bergamo                     | Bergamo               | Lombardia             |
| Bernalda                    | Matera                | Basilicata            |
| Bertinoro                   | Forlì-Cesena          | Emilia-Romagna        |
| Bevagna                     | Perugia               | Umbria                |
| Biella                      | Biella                | Piemonte              |
| Bisceglie                   | Barletta-Andria-Trani | Puglia                |
| Bitetto                     | Bari                  | Puglia                |
| Bitonto                     | Bari                  | Puglia                |
| Bobbio                      | Piacenza              | Emilia-Romagna        |
| Bogliasco                   | Genova                | Liguria               |
| Bollate                     | Milano                | Lombardia             |
| Bologna                     | Bologna               | Emilia-Romagna        |
| Bolsena                     | Viterbo               | Lazio                 |
| Bolzano                     | Bolzano               | Trentino-Alto Adige   |
| Bordighera                  | Imperia               | Liguria               |
| Borghetto Santo Spirito     | Savona                | Liguria               |
| Borgo San Lorenzo           | Firenze               | Toscana               |
| Bracciano                   | Roma                  | Lazio                 |
| Brescia                     | Brescia               | Lombardia             |
| Brindisi                    | Brindisi              | Puglia                |
| Brivio                      | Lecco                 | Lombardia             |
| Busseto                     | Parma                 | Emilia-Romagna        |
| Busto Arsizio               | Varese                | Lombardia             |
| Cagliari                    | Cagliari              | Sardegna              |
| Caiazzo                     | Caserta               | Campania              |
| Calcata                     | Viterbo               | Lazio                 |
| Camaiore                    | Lucca                 | Toscana               |
| Camogli                     | Genova                | Liguria               |
| Campi Bisenzio              | Firenze               | Toscana               |
| Campiglia Marittima         | Livorno               | Toscana               |
| Campo nell'Elba             | Livorno               | Toscana               |
| Campobasso                  | Campobasso            | Molise                |
| Campobello di Mazara        | Trapani               | Sicilia               |
| Canzo                       | Como                  | Lombardia             |
| Capaccio                    | Salerno               | Campania              |
| Capoliveri                  | Livorno               | Toscana               |
| Capri                       | Napoli                | Campania              |
| Capriate San Gervasio       | Bergamo               | Lombardia             |
| Caprino Bergamasco          | Bergamo               | Lombardia             |
| Capua                       | Caserta               | Campania              |
| Cariati                     | Cosenza               | Calabria              |
| Carloforte                  | Sud Sardegna          | Sardegna              |
| Carmagnola                  | Torino                | Piemonte              |
| Carpi                       | Modena                | Emilia-Romagna        |
| Carpineto Romano            | Roma                  | Lazio                 |
| Carrara                     | Massa-Carrara         | Toscana               |
| Casale Monferrato           | Alessandria           | Piemonte              |
| Casamassima                 | Bari                  | Puglia                |
| Casamicciola Terme          | Napoli                | Campania              |
| Casarano                    | Lecce                 | Puglia                |
| Casciana Terme Lari         | Pisa                  | Toscana               |
| Cascina                     | Pisa                  | Toscana               |
| Caserta                     | Caserta               | Campania              |
| Casnate con Bernate         | Como                  | Lombardia             |
| Casole d'Elsa               | Siena                 | Toscana               |
| Castagneto Carducci         | Livorno               | Toscana               |
| Castelfiorentino            | Firenze               | Toscana               |
| Castelfranco di Sopra       | Arezzo                | Toscana               |
| Castelfranco Veneto         | Treviso               | Veneto                |
| Castellabate                | Salerno               | Campania              |
| Castellammare del Golfo     | Trapani               | Sicilia               |
| Castellammare di Stabia     | Napoli                | Campania              |
| Castellina in Chianti       | Siena                 | Toscana               |
| Castelnuovo Berardenga      | Siena                 | Toscana               |
| Castelnuovo di Porto        | Roma                  | Lazio                 |
| Castelnuovo Magra           | La Spezia             | Liguria               |
| Castelsardo                 | Sassari               | Sardegna              |
| Castiglione del Lago        | Perugia               | Umbria                |
| Castiglione della Pescaia   | Grosseto              | Toscana               |
| Castiglione Fiorentino      | Arezzo                | Toscana               |
| Catania                     | Catania               | Sicilia               |
| Cava de' Tirreni            | Salerno               | Campania              |
| Cecina                      | Livorno               | Toscana               |
| Cefalù                      | Palermo               | Sicilia               |
| Ceglie Messapica            | Brindisi              | Puglia                |
| Celano                      | L'Aquila              | Abruzzo               |
| Centola                     | Salerno               | Campania              |
| Centuripe                   | Enna                  | Sicilia               |
| Cerea                       | Verona                | Veneto                |
| Ceriale                     | Savona                | Liguria               |
| Cerignola                   | Foggia                | Puglia                |
| Cernobbio                   | Como                  | Lombardia             |
| Cernusco sul Naviglio       | Milano                | Lombardia             |
| Certaldo                    | Firenze               | Toscana               |
| Cervia                      | Ravenna               | Emilia-Romagna        |
| Cesena                      | Forlì-Cesena          | Emilia-Romagna        |
| Cesenatico                  | Forlì-Cesena          | Emilia-Romagna        |
| Cherasco                    | Cuneo                 | Piemonte              |
| Chianciano Terme            | Siena                 | Toscana               |
| Chieri                      | Torino                | Piemonte              |
| Chieti                      | Chieti                | Abruzzo               |
| Chioggia                    | Venezia               | Veneto                |
| Chiusi                      | Siena                 | Toscana               |
| Chivasso                    | Torino                | Piemonte              |
| Ciriè                       | Torino                | Piemonte              |
| Cisternino                  | Brindisi              | Puglia                |
| Città di Castello           | Perugia               | Umbria                |
| Città Sant'Angelo           | Pescara               | Abruzzo               |
| Cittadella                  | Padova                | Veneto                |
| Clusone                     | Bergamo               | Lombardia             |
| Colico                      | Lecco                 | Lombardia             |
| Colle di Val d'Elsa         | Siena                 | Toscana               |
| Comacchio                   | Ferrara               | Emilia-Romagna        |
| Como                        | Como                  | Lombardia             |
| Concorezzo                  | Monza e della Brianza | Lombardia             |
| Conegliano                  | Treviso               | Veneto                |
| Conversano                  | Bari                  | Puglia                |
| Copertino                   | Lecce                 | Puglia                |
| Corato                      | Bari                  | Puglia                |
| Corigliano d'Otranto        | Lecce                 | Puglia                |
| Corinaldo                   | Ancona                | Marche                |
| Cormano                     | Milano                | Lombardia             |
| Corsico                     | Milano                | Lombardia             |
| Cortona                     | Arezzo                | Toscana               |
| Cosenza                     | Cosenza               | Calabria              |
| Crema                       | Cremona               | Lombardia             |
| Cremona                     | Cremona               | Lombardia             |
| Crotone                     | Crotone               | Calabria              |
| Cuneo                       | Cuneo                 | Piemonte              |
| Curtatone                   | Mantova               | Lombardia             |
| Cusago                      | Milano                | Lombardia             |
| Cutrofiano                  | Lecce                 | Puglia                |
| Diamante                    | Cosenza               | Calabria              |
| Dormelletto                 | Novara                | Piemonte              |
| Empoli                      | Firenze               | Toscana               |
| Entratico                   | Bergamo               | Lombardia             |
| Ercolano                    | Napoli                | Campania              |
| Fabriano                    | Ancona                | Marche                |
| Faenza                      | Ravenna               | Emilia-Romagna        |
| Felizzano                   | Alessandria           | Piemonte              |
| Feltre                      | Belluno               | Veneto                |
| Ferrara                     | Ferrara               | Emilia-Romagna        |
| Fiano Romano                | Roma                  | Lazio                 |
| Fidenza                     | Parma                 | Emilia-Romagna        |
| Finale Ligure               | Savona                | Liguria               |
| Fiorenzuola d'Arda          | Piacenza              | Emilia-Romagna        |
| Firenze                     | Firenze               | Toscana               |
| Fiumicino                   | Roma                  | Lazio                 |
| Foggia                      | Foggia                | Puglia                |
| Foiano della Chiana         | Arezzo                | Toscana               |
| Foligno                     | Perugia               | Umbria                |
| Follonica                   | Grosseto              | Toscana               |
| Fontevivo                   | Parma                 | Emilia-Romagna        |
| Forio                       | Napoli                | Campania              |
| Forlì                       | Forlì-Cesena          | Emilia-Romagna        |
| Formello                    | Roma                  | Lazio                 |
| Forte dei Marmi             | Lucca                 | Toscana               |
| Francavilla Fontana         | Brindisi              | Puglia                |
| Frascati                    | Roma                  | Lazio                 |
| Frattamaggiore              | Napoli                | Campania              |
| Fucecchio                   | Firenze               | Toscana               |
| Gabicce Mare                | Pesaro e Urbino       | Marche                |
| Gaeta                       | Latina                | Lazio                 |
| Galatina                    | Lecce                 | Puglia                |
| Gallarate                   | Varese                | Lombardia             |
| Galliate                    | Novara                | Piemonte              |
| Gallipoli                   | Lecce                 | Puglia                |
| Gambassi Terme              | Firenze               | Toscana               |
| Garesio                     | Cuneo                 | Piemonte              |
| Gavorrano                   | Grosseto              | Toscana               |
| Gela                        | Caltanissetta         | Sicilia               |
| Genova                      | Genova                | Liguria               |
| Gerace                      | Reggio Calabria       | Calabria              |
| Giaveno                     | Torino                | Piemonte              |
| Ginosa                      | Taranto               | Puglia                |
| Gioia del Colle             | Bari                  | Puglia                |
| Giovinazzo                  | Bari                  | Puglia                |
| Giugliano in Campania       | Napoli                | Campania              |
| Gravina in Puglia           | Bari                  | Puglia                |
| Greve in Chianti            | Firenze               | Toscana               |
| Grosseto                    | Grosseto              | Toscana               |
| Grottaglie                  | Taranto               | Puglia                |
| Grumo Appula                | Bari                  | Puglia                |
| Gubbio                      | Perugia               | Umbria                |
| Iesi                        | Ancona                | Marche                |
| Iglesias                    | Sud Sardegna          | Sardegna              |
| Imola                       | Bologna               | Emilia-Romagna        |
| Imperia                     | Imperia               | Liguria               |
| Ischia                      | Napoli                | Campania              |
| Iseo                        | Brescia               | Lombardia             |
| Isernia                     | Isernia               | Molise                |
| Isola del Liri              | Frosinone             | Lazio                 |
| Ivrea                       | Torino                | Piemonte              |
| La Spezia                   | La Spezia             | Liguria               |
| Lacco Ameno                 | Napoli                | Campania              |
| Lallio                      | Bergamo               | Lombardia             |
| Lanciano                    | Chieti                | Abruzzo               |
| L'Aquila                    | L'Aquila              | Abruzzo               |
| Lastra a Signa              | Firenze               | Toscana               |
| Latina                      | Latina                | Lazio                 |
| Lazise                      | Verona                | Veneto                |
| Lecce                       | Lecce                 | Puglia                |
| Lecco                       | Lecco                 | Lombardia             |
| Legnano                     | Milano                | Lombardia             |
| Leonforte                   | Enna                  | Sicilia               |
| Lerici                      | La Spezia             | Liguria               |
| Levanto                     | La Spezia             | Liguria               |
| Leverano                    | Lecce                 | Puglia                |
| Lierna                      | Lecco                 | Lombardia             |
| Limbiate                    | Monza e della Brianza | Lombardia             |
| Livigno                     | Sondrio               | Lombardia             |
| Livorno                     | Livorno               | Toscana               |
| Locorotondo                 | Bari                  | Puglia                |
| Lodi                        | Lodi                  | Lombardia             |
| Lovere                      | Bergamo               | Lombardia             |
| Lucca                       | Lucca                 | Toscana               |
| Lucera                      | Foggia                | Puglia                |
| Lucignano                   | Arezzo                | Toscana               |
| Macerata                    | Macerata              | Marche                |
| Maglie                      | Lecce                 | Puglia                |
| Maiori                      | Salerno               | Campania              |
| Malgrate                    | Lecco                 | Lombardia             |
| Manduria                    | Taranto               | Puglia                |
| Manfredonia                 | Foggia                | Puglia                |
| Mantova                     | Mantova               | Lombardia             |
| Marciana                    | Livorno               | Toscana               |
| Marciana Marina             | Livorno               | Toscana               |
| Marcianise                  | Caserta               | Campania              |
| Marostica                   | Vicenza               | Veneto                |
| Marsala                     | Trapani               | Sicilia               |
| Martina Franca              | Taranto               | Puglia                |
| Martinengo                  | Bergamo               | Lombardia             |
| Maruggio                    | Taranto               | Puglia                |
| Massa                       | Massa-Carrara         | Toscana               |
| Massa Marittima             | Grosseto              | Toscana               |
| Massafra                    | Taranto               | Puglia                |
| Matelica                    | Macerata              | Marche                |
| Matera                      | Matera                | Basilicata            |
| Mattinata                   | Foggia                | Puglia                |
| Mede                        | Pavia                 | Lombardia             |
| Mediglia                    | Milano                | Lombardia             |
| Melegnano                   | Milano                | Lombardia             |
| Melfi                       | Potenza               | Basilicata            |
| Melzo                       | Milano                | Lombardia             |
| Menaggio                    | Como                  | Lombardia             |
| Milano                      | Milano                | Lombardia             |
| Milazzo                     | Messina               | Sicilia               |
| Minervino Murge             | Barletta-Andria-Trani | Puglia                |
| Minori                      | Salerno               | Campania              |
| Minturno                    | Latina                | Lazio                 |
| Mira                        | Venezia               | Veneto                |
| Mirano                      | Venezia               | Veneto                |
| Modena                      | Modena                | Emilia-Romagna        |
| Modugno                     | Bari                  | Puglia                |
| Moena                       | Trento                | Trentino-Alto Adige   |
| Molfetta                    | Bari                  | Puglia                |
| Moltalcino                  | Siena                 | Toscana               |
| Moncalieri                  | Torino                | Piemonte              |
| Mondovì                     | Cuneo                 | Piemonte              |
| Mondragone                  | Caserta               | Campania              |
| Monfalcone                  | Gorizia               | Friuli-Venezia Giulia |
| Monopoli                    | Bari                  | Puglia                |
| Monselice                   | Padova                | Veneto                |
| Montagnana                  | Padova                | Veneto                |
| Montaione                   | Firenze               | Toscana               |
| Montalcino                  | Siena                 | Toscana               |
| Monte Argentario            | Grosseto              | Toscana               |
| Monte San Savino            | Arezzo                | Toscana               |
| Monte Sant'Angelo           | Foggia                | Puglia                |
| Montecarlo                  | Lucca                 | Toscana               |
| Montecatini Terme           | Pistoia               | Toscana               |
| Montecatini Val di Cecina   | Pisa                  | Toscana               |
| Montecorvino Rovella        | Salerno               | Campania              |
| Montefalco                  | Perugia               | Umbria                |
| Montelupo Fiorentino        | Firenze               | Toscana               |
| Montepulciano               | Siena                 | Toscana               |
| Monteriggioni               | Siena                 | Toscana               |
| Monterosso al Mare          | La Spezia             | Liguria               |
| Montevarchi                 | Arezzo                | Toscana               |
| Monza                       | Monza e della Brianza | Lombardia             |
| Morciano di Romagna         | Rimini                | Emilia-Romagna        |
| Morimondo                   | Milano                | Lombardia             |
| Napoli                      | Napoli                | Campania              |
| Nardò                       | Lecce                 | Puglia                |
| Narni                       | Terni                 | Umbria                |
| Nemi                        | Roma                  | Lazio                 |
| Nocera Inferiore            | Salerno               | Campania              |
| Noci                        | Bari                  | Puglia                |
| Nola                        | Napoli                | Campania              |
| Nova Milanese               | Monza e della Brianza | Lombardia             |
| Novara                      | Novara                | Piemonte              |
| Novi Ligure                 | Alessandria           | Piemonte              |
| Numana                      | Ancona                | Marche                |
| Nuoro                       | Nuoro                 | Sardegna              |
| Occhieppo Superiore         | Biella                | Piemonte              |
| Oggiono                     | Lecco                 | Lombardia             |
| Olbia                       | Sassari               | Sardegna              |
| Omegna                      | Verbano-Cusio-Ossola  | Piemonte              |
| Orbassano                   | Torino                | Piemonte              |
| Orbetello                   | Grosseto              | Toscana               |
| Orta San Giulio             | Novara                | Piemonte              |
| Ortisei                     | Bolzano               | Trentino-Alto Adige   |
| Orvieto                     | Terni                 | Umbria                |
| Osio Sotto                  | Bergamo               | Lombardia             |
| Ostuni                      | Brindisi              | Puglia                |
| Otranto                     | Lecce                 | Puglia                |
| Ovada                       | Alessandria           | Piemonte              |
| Padova                      | Padova                | Veneto                |
| Pagani                      | Salerno               | Campania              |
| Palermo                     | Palermo               | Sicilia               |
| Palestrina                  | Roma                  | Lazio                 |
| Palma di Montechiaro        | Agrigento             | Sicilia               |
| Palmi                       | Reggio Calabria       | Calabria              |
| Parma                       | Parma                 | Emilia-Romagna        |
| Paullo                      | Milano                | Lombardia             |
| Pavia                       | Pavia                 | Lombardia             |
| Penna Sant'Andrea           | Teramo                | Abruzzo               |
| Pergine Valsugana           | Trento                | Trentino-Alto Adige   |
| Perugia                     | Perugia               | Umbria                |
| Pesaro                      | Pesaro e Urbino       | Marche                |
| Pescara                     | Pescara               | Abruzzo               |
| Peschiera Borromeo          | Milano                | Lombardia             |
| Pescia                      | Pistoia               | Toscana               |
| Piacenza                    | Piacenza              | Emilia-Romagna        |
| Pienza                      | Siena                 | Toscana               |
| Pietra Ligure               | Savona                | Liguria               |
| Pietrasanta                 | Lucca                 | Toscana               |
| Piglio                      | Frosinone             | Lazio                 |
| Pinerolo                    | Torino                | Piemonte              |
| Pinzolo                     | Trento                | Trentino-Alto Adige   |
| Pioltello                   | Milano                | Lombardia             |
| Piombino                    | Livorno               | Toscana               |
| Piove di Sacco              | Padova                | Veneto                |
| Pisa                        | Pisa                  | Toscana               |
| Pistoia                     | Pistoia               | Toscana               |
| Pitigliano                  | Grosseto              | Toscana               |
| Pizzo                       | Vibo Valentia         | Calabria              |
| Poggibonsi                  | Siena                 | Toscana               |
| Polignano a Mare            | Bari                  | Puglia                |
| Pomigliano d'Arco           | Napoli                | Campania              |
| Pompei                      | Napoli                | Campania              |
| Ponte di Legno              | Brescia               | Lombardia             |
| Pontedera                   | Pisa                  | Toscana               |
| Pontremoli                  | Massa-Carrara         | Toscana               |
| Ponza                       | Latina                | Lazio                 |
| Poppi                       | Arezzo                | Toscana               |
| Pordenone                   | Pordenone             | Friuli-Venezia Giulia |
| Porto Recanati              | Macerata              | Marche                |
| Porto Venere                | La Spezia             | Liguria               |
| Portoferraio                | Livorno               | Toscana               |
| Positano                    | Salerno               | Campania              |
| Potenza                     | Potenza               | Basilicata            |
| Pozzuoli                    | Napoli                | Campania              |
| Prato                       | Prato                 | Toscana               |
| Pratola Peligna             | L'Aquila              | Abruzzo               |
| Presicce-Acquarica          | Lecce                 | Puglia                |
| Priolo Gargallo             | Siracusa              | Sicilia               |
| Procida                     | Napoli                | Campania              |
| Pula                        | Cagliari              | Sardegna              |
| Putignano                   | Bari                  | Puglia                |
| Radda in Chianti            | Siena                 | Toscana               |
| Radicondoli                 | Siena                 | Toscana               |
| Ragusa                      | Ragusa                | Sicilia               |
| Rapolano Terme              | Siena                 | Toscana               |
| Ravello                     | Salerno               | Campania              |
| Ravenna                     | Ravenna               | Emilia-Romagna        |
| Recanati                    | Macerata              | Marche                |
| Regalbuto                   | Enna                  | Sicilia               |
| Reggello                    | Firenze               | Toscana               |
| Reggio Calabria             | Reggio Calabria       | Calabria              |
| Reggio Emilia               | Reggio Emilia         | Emilia-Romagna        |
| Rho                         | Milano                | Lombardia             |
| Rieti                       | Rieti                 | Lazio                 |
| Rimini                      | Rimini                | Emilia-Romagna        |
| Riva del Garda              | Trento                | Trentino-Alto Adige   |
| Riva Ligure                 | Imperia               | Liguria               |
| Rodano                      | Milano                | Lombardia             |
| Roma                        | Roma                  | Lazio                 |
| Romano di Lombardia         | Bergamo               | Lombardia             |
| Romentino                   | Novara                | Piemonte              |
| Rosignano Marittimo         | Livorno               | Toscana               |
| Rovato                      | Brescia               | Lombardia             |
| Rovigo                      | Rovigo                | Veneto                |
| Rutigliano                  | Bari                  | Puglia                |
| Ruvo di Puglia              | Bari                  | Puglia                |
| Salerno                     | Salerno               | Campania              |
| Saluzzo                     | Cuneo                 | Piemonte              |
| San Benedetto del Tronto    | Ascoli Piceno         | Marche                |
| San Casciano in Val di Pesa | Firenze               | Toscana               |
| San Felice Circeo           | Latina                | Lazio                 |
| San Gimignano               | Siena                 | Toscana               |
| San Giovanni Rotondo        | Foggia                | Puglia                |
| San Giovanni Valdarno       | Arezzo                | Toscana               |
| San Giuliano Milanese       | Milano                | Lombardia             |
| San Miniato                 | Pisa                  | Toscana               |
| San Nicola Arcella          | Cosenza               | Calabria              |
| San Quirico d'Orcia         | Siena                 | Toscana               |
| San Sepolcro                | Arezzo                | Toscana               |
| San Severo                  | Foggia                | Puglia                |
| San Vincenzo                | Livorno               | Toscana               |
| Santa Croce Camerina        | Ragusa                | Sicilia               |
| Santa Maria Capua Vetere    | Caserta               | Campania              |
| Sant'Agata de' Goti         | Benevento             | Campania              |
| Sant'Arcangelo di Romagna   | Rimini                | Emilia-Romagna        |
| Santeramo in Colle          | Bari                  | Puglia                |
| Saronno                     | Varese                | Lombardia             |
| Sarteano                    | Siena                 | Toscana               |
| Sarzana                     | La Spezia             | Liguria               |
| Sassari                     | Sassari               | Sardegna              |
| Sassuolo                    | Modena                | Emilia-Romagna        |
| Sauze d'Oulx                | Torino                | Piemonte              |
| Savigliano                  | Cuneo                 | Piemonte              |
| Schio                       | Vicenza               | Veneto                |
| Sciacca                     | Agrigento             | Sicilia               |
| Scilla                      | Reggio Calabria       | Calabria              |
| Senago                      | Milano                | Lombardia             |
| Senigallia                  | Ancona                | Marche                |
| Seregno                     | Monza e della Brianza | Lombardia             |
| Serrara Fontana             | Napoli                | Campania              |
| Sesto Calende               | Varese                | Lombardia             |
| Sesto Fiorentino            | Firenze               | Toscana               |
| Sestri Levante              | Genova                | Liguria               |
| Settimo Torinese            | Torino                | Piemonte              |
| Siena                       | Siena                 | Toscana               |
| Siracusa                    | Siracusa              | Sicilia               |
| Sirmione                    | Brescia               | Lombardia             |
| Soave                       | Verona                | Veneto                |
| Somma Vesuviana             | Napoli                | Campania              |
| Sondrio                     | Sondrio               | Lombardia             |
| Soriano nel Cimino          | Viterbo               | Lazio                 |
| Sorrento                    | Napoli                | Campania              |
| Sperlonga                   | Latina                | Lazio                 |
| Spoleto                     | Perugia               | Umbria                |
| Spotorno                    | Savona                | Liguria               |
| Stresa                      | Verbano-Cusio-Ossola  | Piemonte              |
| Subbiano                    | Arezzo                | Toscana               |
| Sulmona                     | L'Aquila              | Abruzzo               |
| Taggia                      | Imperia               | Liguria               |
| Tagliacozzo                 | L'Aquila              | Abruzzo               |
| Taormina                    | Messina               | Sicilia               |
| Taranto                     | Taranto               | Puglia                |
| Tarquinia                   | Viterbo               | Lazio                 |
| Teramo                      | Teramo                | Abruzzo               |
| Terlizzi                    | Bari                  | Puglia                |
| Termoli                     | Campobasso            | Molise                |
| Terni                       | Terni                 | Umbria                |
| Terracina                   | Latina                | Lazio                 |
| Tivoli                      | Roma                  | Lazio                 |
| Todi                        | Perugia               | Umbria                |
| Toirano                     | Savona                | Liguria               |
| Torino                      | Torino                | Piemonte              |
| Torremaggiore               | Foggia                | Puglia                |
| Torri del Benaco            | Verona                | Veneto                |
| Tortona                     | Alessandria           | Piemonte              |
| Trani                       | Barletta-Andria-Trani | Puglia                |
| Trappeto                    | Palermo               | Sicilia               |
| Tremezzina                  | Como                  | Lombardia             |
| Trento                      | Trento                | Trentino-Alto Adige   |
| Trequanda                   | Siena                 | Toscana               |
| Treviglio                   | Bergamo               | Lombardia             |
| Trevignano                  | Treviso               | Veneto                |
| Treviso                     | Treviso               | Veneto                |
| Trezzano sul Naviglio       | Milano                | Lombardia             |
| Tricase                     | Lecce                 | Puglia                |
| Troia                       | Foggia                | Puglia                |
| Tropea                      | Vibo Valentia         | Calabria              |
| Uboldo                      | Varese                | Lombardia             |
| Udine                       | Udine                 | Friuli-Venezia Giulia |
| Urbino                      | Pesaro e Urbino       | Marche                |
| Valeggio sul Mincio         | Verona                | Veneto                |
| Valenza                     | Alessandria           | Piemonte              |
| Varenna                     | Lecco                 | Lombardia             |
| Varese                      | Varese                | Lombardia             |
| Vasto                       | Chieti                | Abruzzo               |
| Venafro                     | Isernia               | Molise                |
| Venaria Reale               | Torino                | Piemonte              |
| Venezia                     | Venezia               | Veneto                |
| Ventimiglia                 | Imperia               | Liguria               |
| Verbania                    | Verbano-Cusio-Ossola  | Piemonte              |
| Vercelli                    | Vercelli              | Piemonte              |
| Vernazza                    | La Spezia             | Liguria               |
| Verona                      | Verona                | Veneto                |
| Vicenza                     | Vicenza               | Veneto                |
| Vieste                      | Foggia                | Puglia                |
| Vigevano                    | Pavia                 | Lombardia             |
| Villalago                   | L'Aquila              | Abruzzo               |
| Vimercate                   | Monza e della Brianza | Lombardia             |
| Viterbo                     | Viterbo               | Lazio                 |
| Vitorchiano                 | Viterbo               | Lazio                 |
| Vizzolo Predabissi          | Milano                | Lombardia             |
| Volterra                    | Pisa                  | Toscana               |

## Controversie
In Italia, non esiste un sito web unificato dove sia possibile consultare facilmente le ZTL e gli orari, né queste informazioni sono visualizzate su applicazioni di mappe comunemente utilizzate come Google Maps. Molti turisti ricevono multe per aver accidentalmente oltrepassato i limiti delle ZTL. Queste infrazioni spesso vengono notificate per posta solo mesi dopo il loro soggiorno in Italia, a volte addirittura dopo più di un anno.

## Galleria d'immagini

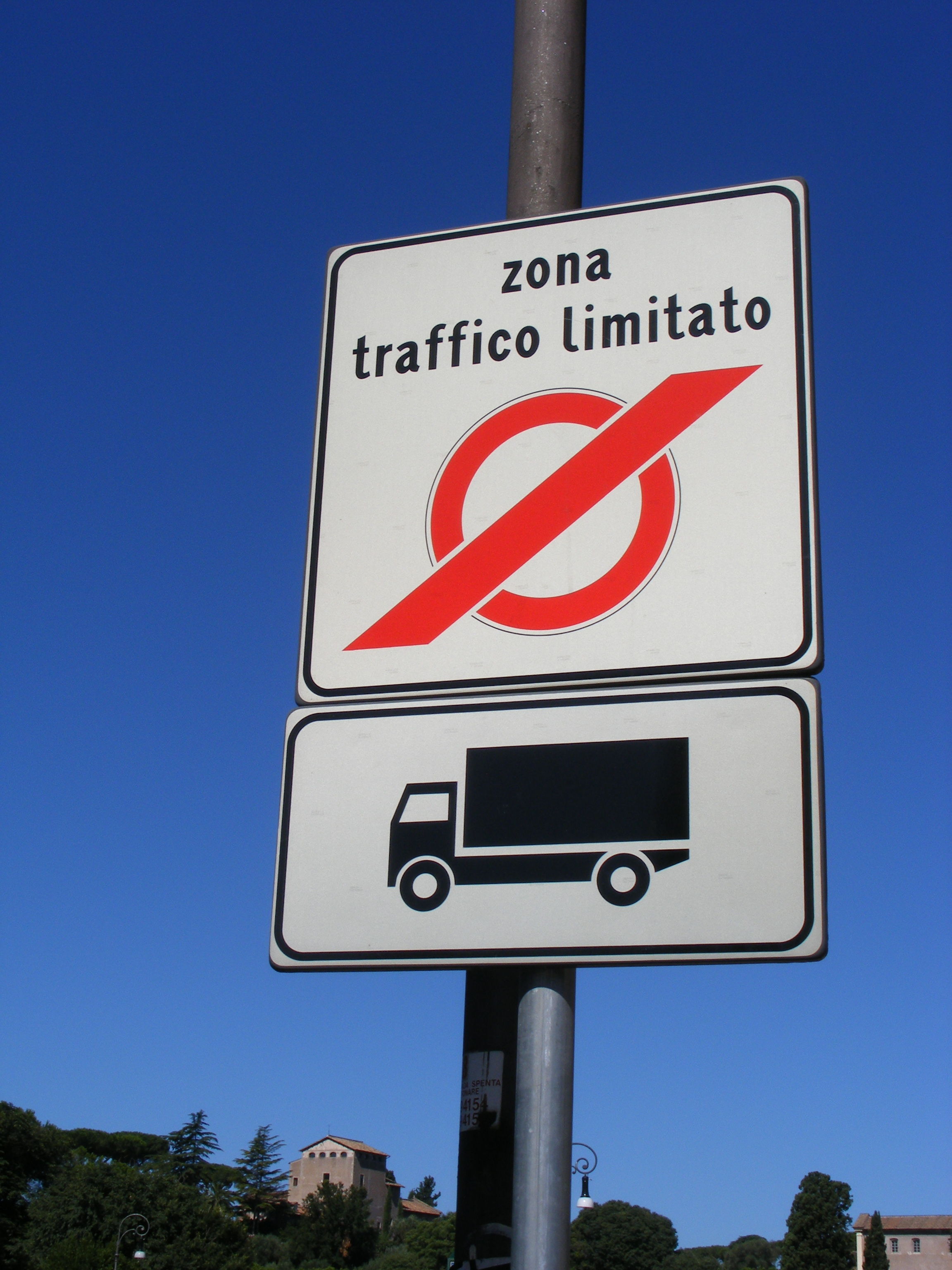
Segnale di fine ZTL (limitata ai soli autocarri) a Roma
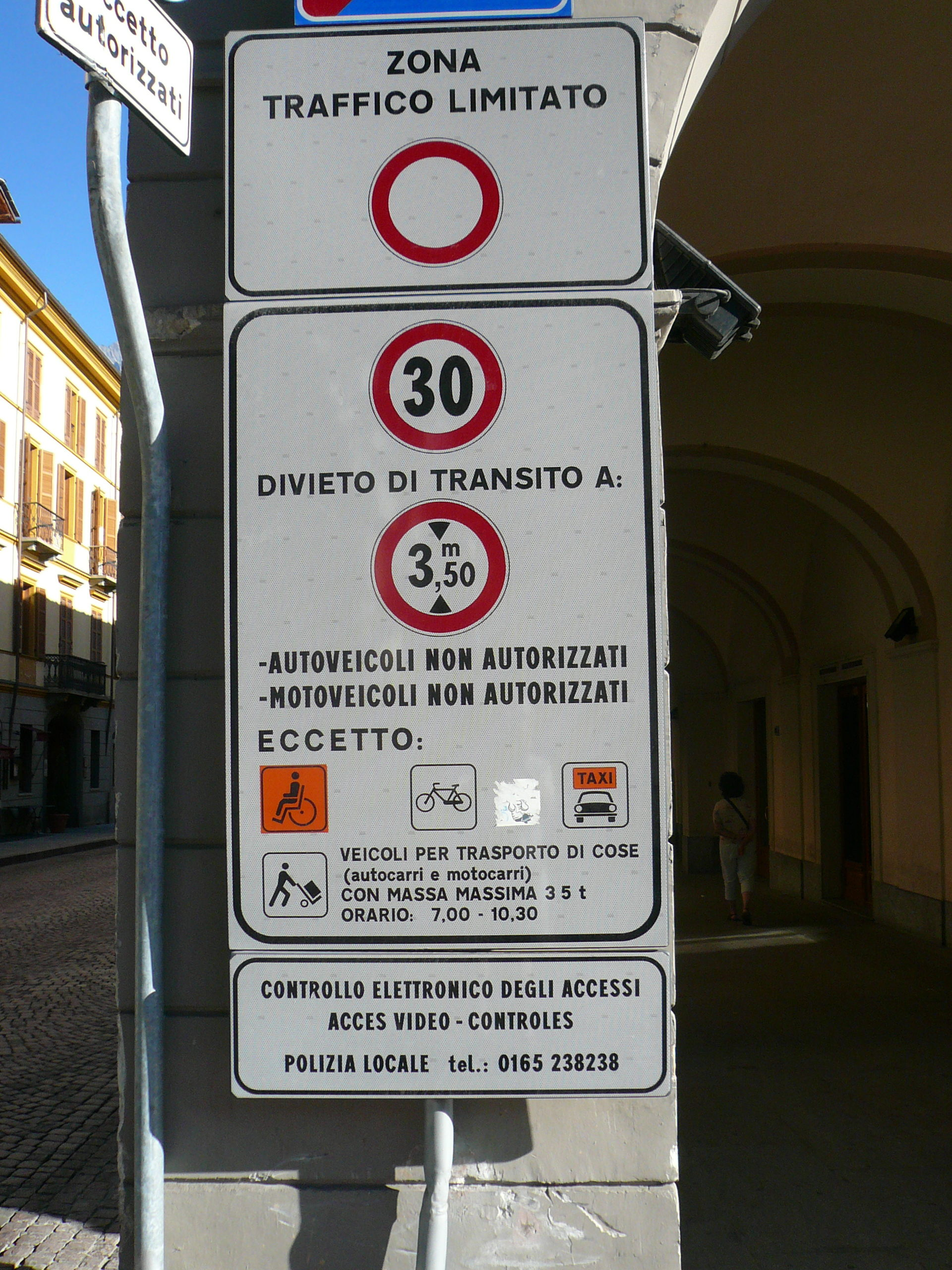
Segnale di inizio ZTL in via Xavier de Maistre (Aosta)
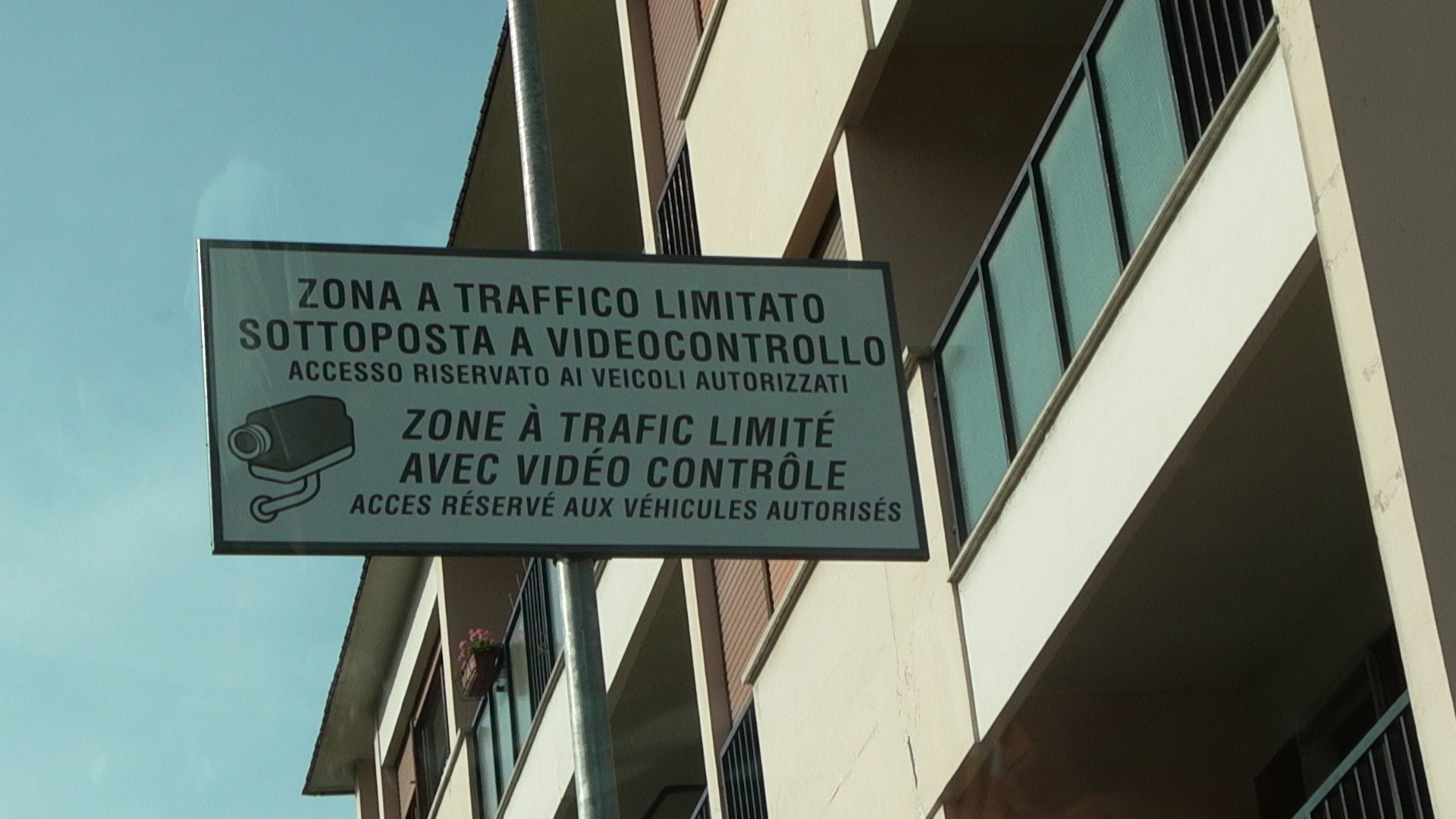
Indicazione di controllo elettronico ZTL in via Vevey (Aosta)
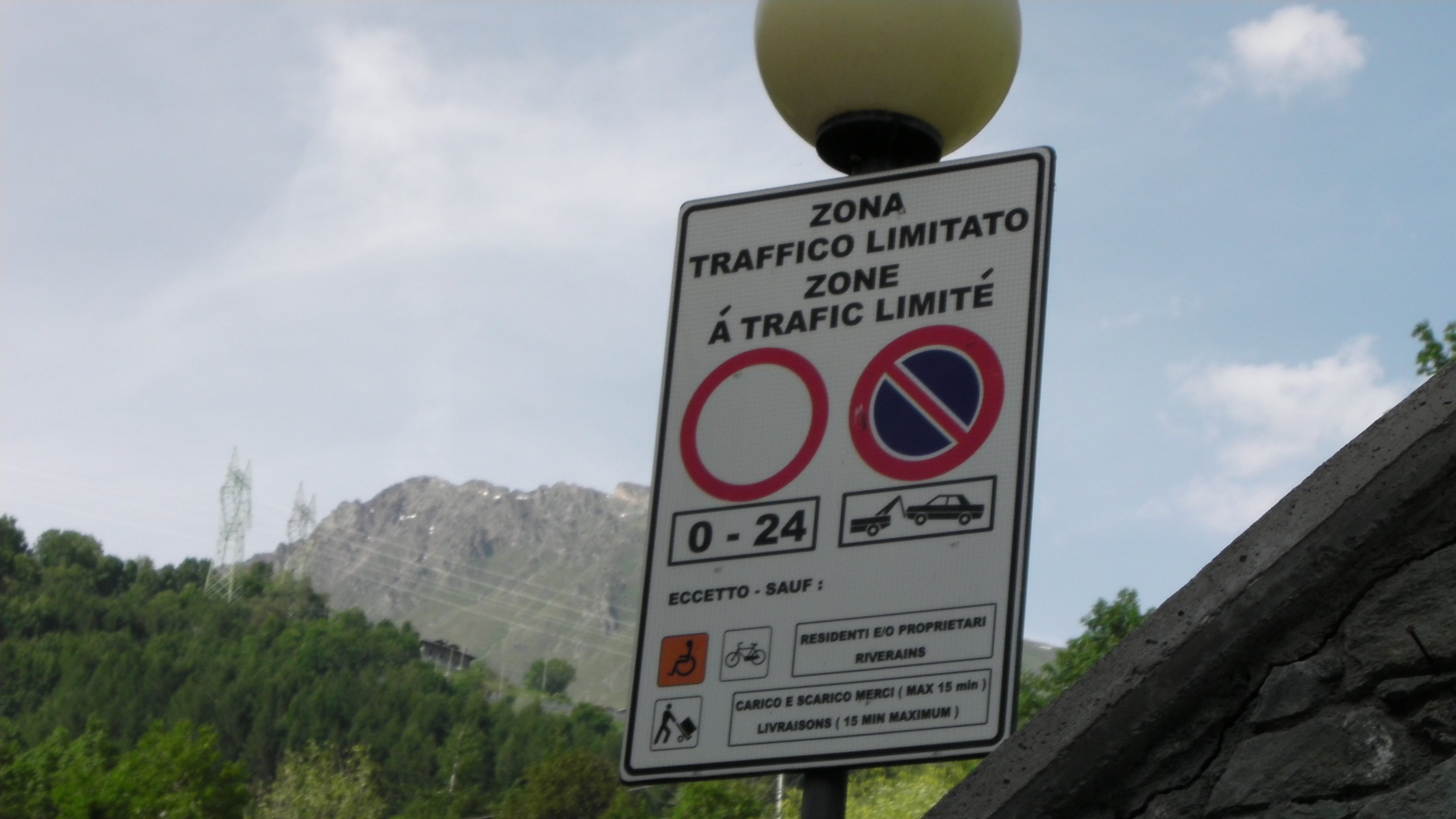
Segnale di inizio ZTL a Étroubles
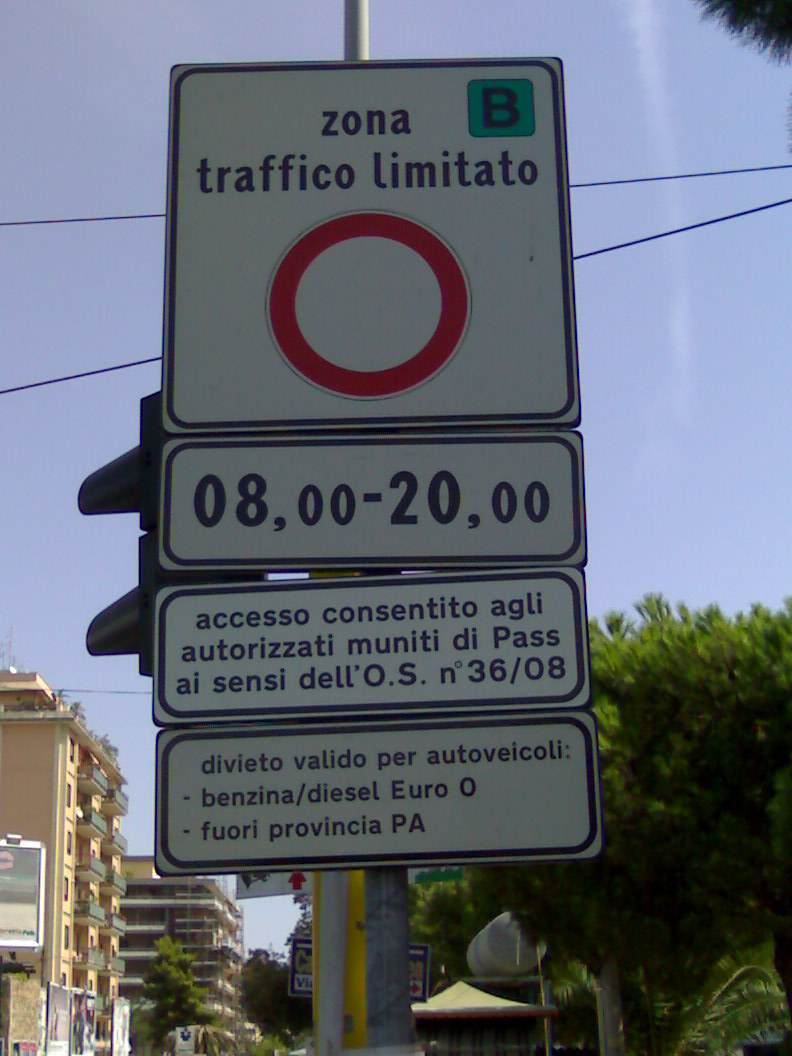
ZTL a Palermo, poi annullate dal TAR